# تجارب زراعة الخلية
تجارب زراعة الخلية تعد تجربة زرع الخلية في التجارب الحيوية بأنها أي منهج يستخدم لتقييم مدى قدرة مادة معينة على تسميم الخلايا. ويشير هذا للتقييم الخاص بمادة معينة في المختبر ليتم تحديد ما إذا كانت تقوم بإطلاق مواد كيميائية بكميات كافية لقتل الخلايا سواء بشكل مباشر أو غير مباشر من خلال القيام بإعاقة طريق خلية الأيض. وتعتبر عملية تقييم زرع الخلية بأنها سابقة لجميع الدراسات الحيوانية وبأنها طريقة لتحديد ما إذا كان هناك مكونات سامة للخلايا في مادة معينة. وإن تجارب زراعة الخلايا معتمدة من قبل الجمعية الأمريكية لاختبار المواد (ASTM)،والمنظمة الدولية للمعايير (ISO)، ومؤسسة المقاييس البريطانية (BSI).

## الطرق

### طريقة الاتصال المباشر
1. يتم تجهيز طبقة شبه متموجة من الخلايا الليفية في طبق زراعة مخبري
2. يتم إبعاد أداة الخلية المزروعة القديمة (الـ أغار عموماً)
3. يتم إضافة أداة جديدة
4. يتم إضافة المواد المراد اختبارها في المزرعة والتي يتم احتضانها لمدة 24 ساعة في درجة 37 مئوية
5. يتم إبعاد المادة
6. يتم إبعاد الأداة الزراعية
7. يتم تثبيت وتلوين الخلايا المتبقية وتكون الخلايا الميتة قد ضاعت خلال عملية التثبيت وتكون الخلايا الحية هي فقط الملونة
8. تعرف درجة قدرة المادة على التسميم من خلال غياب الخلايا الملونة حول المادة

### طريقة نشر الأغار
1. يتم تجهيز طبقة شبه متموجة من الخلايا الليفية في طبق زراعة مخبري
2. يتم إبعاد أداة الخلية المزروعة القديمة
3. يتم تغطية الخلايا بمحلول 2% أغار والذي يضم غالباً صبغة حيوية حمراء
4. عندما يتصلب الأغار ستكون الخلايا قد انتشرت عبره
5. ومن ثم يتم وضع المادة المراد اختبارها على سطح الأغار واحتضانها لمدة 24 ساعة على درجة 37 مئوية
6. تقوم الخلايا الحية باقتناء الصبغة الحمراء والاحتفاظ بها، أما الخلايا الميتة فلا
7. تُقيَّم درجة قدرة المادة على التسميم من خلال غياب الصبغة الحمراء تحت وحول المادة
8. وأيضاً تكون الدراسة بالمجهر ضرورية لتقييم واجهة المادة-الخلية

### طريقة عملية الاستخراج
1. يتم تجهيز طبقة شبه متموجة من الخلايا الليفية في طبق زراعة مخبري
2. يتم تحضير عصارة مستخلصة من المادة الواقعة تحت الاختبار من خلال استخدام ملح فسيولوجي أو مادة خالية من المصل (في الغالب يفضل الخيار الثاني)
3. يتم استخدام أوضاع الاستخراج المناسبة لنوع التعرض الذي ستلقاه الخلايا في بيئة المختبر في حالة أن المادة سيتم زراعتها
4. يتم وضع العصارة على الخلايا ويتم احتضانها لمدة 48 ساعة على درجة 37 مئوية
5. تقيم درجة قدرة المادة على التسميم إما باستخدام الكيمو أو الصبغة الحيوية

بالطبع، كل طريقة من الطرق السابقة لها ميزات وعيوب ويكون بعضها انسب بشكل أكبر لاستعمالات محددة عن غيرها. على سبيل المثال تقدم طريقة الاتصال المباشر أوضاع تشبه البيئة الفسيولوجية بشكل أكبر ولكن الخلايا تكون عرضة لأذى إذا تحركت المادة. وتعتبر طريقة نشر الأغار جيدة بالنسبة للمواد ذات الكثافة العالية وكذلك تقوم بتوفير تدرج للتركيز على المواد السامة المحتملة ولكن هناك مخاطرة كبيرة بأن تصاب الخلايا بصدمة حرارية في حالة تغطيتها بالأغار. وكذلك تعتبر طريقة عملية الاستخراج الأفضل للاستعمالات التي تتطلب مدة احتضان أكثر ولكن يتطلب عمل مثل هذه التجربة وقت وخطوات أكثر من غيرها.
وتمنح التجارب الحيوية في المختبر معلومات أساسية عن سلوك المواد عند اتصالها بخلايا حية ولكن لا يمكنها أن تؤهل أو حتى تتوقع بشكل دقيق أداء مادة ما في المختبر.